# Paint Rock (Alabama)
Paint Rock es un pueblo ubicado en el condado de Jackson en el estado estadounidense de Alabama. En el censo de 2000, su población era de 185.

## Demografía
En el 2000 la renta per cápita promedia del hogar era de $ 35.521$, y el ingreso promedio para una familia era de 36.875$. El ingreso per cápita para la localidad era de 15.551$. Los hombres tenían un ingreso per cápita de 28.750$ contra 16.719$ para las mujeres.

## Geografía
Paint Rock está situado en 34°39′37″N 86°19′41″O / 34.66028, -86.32806 (34.660172, -86.328018).
Según la Oficina del Censo de los EE. UU., la ciudad tiene un área total de 0.44 millas cuadradas (1.15 km²).